# Biochimica et Biophysica Acta
Unter dem Dach von BBA-Biochimica Biophysica Acta sind neun wissenschaftliche Fachzeitschriften angesiedelt. Die Erstausgabe erschien 1947. Die Zeitschriften veröffentlichen Artikel aus dem Bereich der biologischen Wissenschaften, insbesondere Biochemie, Biophysik, Molekularbiologie, Zellbiologie, Genomik, Bioinformatik, Metabolomik, Proteomik und Systembiologie. Der Herausgeberbeirat ist international besetzt und für jede Zeitschrift gibt es zwei leitende Herausgeber. Im Einzelnen werden folgende Zeitschriften veröffentlicht:
- Bioenergetics
- Biomembranes
- Gene Regulatory Mechanisms
- General Subjects
- Molecular and Cell Biology of Lipids
- Molecular Cell Research
- Proteins and Proteomics
- Molecular Basis of Disease
- Reviews on Cancer

Der Impact Factor der Zeitschrift Bioenergetics lag im Jahr 2019 bei 3,465. Nach der Statistik des ISI Web of Knowledge wurde das Journal 2014 in der Kategorie Biochemie und Molekularbiologie an 45. Stelle von 289 Zeitschriften und in der Kategorie Biophysik an zehnter Stelle von 73 Zeitschriften geführt.
Der Impact Factor der Zeitschrift Biomembranes lag im Jahr 2019 bei 3,411. Nach der Statistik des ISI Web of Knowledge wurde das Journal 2014 in der Kategorie Biochemie und Molekularbiologie an 83. Stelle von 289 Zeitschriften und in der Kategorie Biophysik an 18. Stelle von 73 Zeitschriften geführt.
Der Impact Factor der Zeitschrift Gene Regulatory Mechanisms lag im Jahr 2019 bei 3,510. Nach der Statistik des ISI Web of Knowledge wurde das Journal 2014 in der Kategorie Biochemie und Molekularbiologie an 34. Stelle von 289 Zeitschriften und in der Kategorie Biophysik an achter Stelle von 73 Zeitschriften geführt.
Der Impact Factor der Zeitschrift General Subjects lag im Jahr 2019 bei 3,422. Nach der Statistik des ISI Web of Knowledge wurde das Journal 2014 in der Kategorie Biochemie und Molekularbiologie an 68. Stelle von 289 Zeitschriften und in der Kategorie Biophysik an 14. Stelle von 73 Zeitschriften geführt.
Der Impact Factor der Zeitschrift Molecular and Cell Biology of Lipids lag im Jahr 2019 bei 4,519. Nach der Statistik des ISI Web of Knowledge wurde das Journal 2014 in der Kategorie Biochemie und Molekularbiologie an 47. Stelle von 289 Zeitschriften, in der Kategorie Biophysik an elfter Stelle von 73 Zeitschriften und in der Kategorie Zellbiologie an 45. Stelle von 184 Zeitschriften geführt.
Der Impact Factor der Zeitschrift Molecular Cell Research lag im Jahr 2019 bei 4,105. Nach der Statistik des ISI Web of Knowledge wurde das Journal 2014 in der Kategorie Biochemie und Molekularbiologie an 51. Stelle von 289 Zeitschriften und in der Kategorie Zellbiologie an 48. Stelle von 184 Zeitschriften geführt.
Der Impact Factor der Zeitschrift Proteins and Proteomics lag im Jahr 2019 bei 2,371. Nach der Statistik des ISI Web of Knowledge wurde das Journal 2014 in der Kategorie Biochemie und Molekularbiologie an 142. Stelle von 289 Zeitschriften und in der Kategorie Biophysik an 35. Stelle von 73 Zeitschriften geführt.
Der Impact Factor der Zeitschrift Molecular Basis of Disease lag im Jahr 2019 bei 4,352. Nach der Statistik des ISI Web of Knowledge wurde das Journal 2014 in der Kategorie Biochemie und Molekularbiologie an 54. Stelle von 289 Zeitschriften und in der Kategorie Biophysik an zwölfter Stelle von 73 Zeitschriften geführt.
Chefredakteur ist Ulrich Brandt, Johann Wolfgang Goethe Universität, Frankfurt am Main, Deutschland.